# Гумматов, Альакрам
Альакрам (Аликрам) Алекпер оглы (Алекперович) Гумматов (Гумматзода, Гумбатов) (азерб. Ələkrəm Ələkbər oğlu Hümmətov, тал. Әләкрәм Һуммәтов; 28 октября 1948, Лерик — 22 декабря 2022, Нидерланды) — азербайджанский военный и политический деятель, деятель талышского национального движения, заместитель министра обороны Азербайджана (1992—1993). Полковник национальной армии Азербайджана. В 1993 году — президент самопровозглашенной Талыш-Муганской Автономной Республики. С 2004 года проживал в эмиграции в Нидерландах, являлся президентом правительства Талыш-Муганской Автономной Республики в эмиграции.

## Биография

### Ранние годы
Альакрам Гумматов родился в 1948 году. Он окончил Азербайджанский политехнический институт, затем работал заместителем директора автотранспортного предприятия в Ленкорани. В 1975 году вступил в КПСС.
Один из основателей Народного фронта Азербайджана (НФА), член Правления фронта. По его инициативе, в программу Ленкоранского отделения НФА было включено положение о необходимости достижения автономии для 7 районов компактного проживания талышей. Во время волнений в Азербайджане в 1990 г., 11 января фактически возглавил Ленкорань и оставался во главе города на протяжении 10 дней. С августа 1990 по декабрь 1991 — член Социал-демократической партии Азербайджана.
В 1992 году на базе имущества стоявшей под Лачином советской пограничной дивизии Гумматов сформировал батальон, официально называвшийся Гёйтепинским (известен также как Лачинский и Ленкоранский батальон), во главе которого в чине полковника принял участие в Первой карабахской войне. В конце 1992 — начале 1993 гг. был заместителем министра обороны (Рагима Газиева) по боевой подготовке.

### Талыш-Муганская Автономная Республика
В июне 1993 года в стране возник политический кризис, вызванный мятежом полковника Сурета Гусейнова в Гяндже и походом его отрядов на Баку. На фоне этих событий А. Гумматов покидает НФА, чью политику считает ультранационалистической. Позже пытается организовать в Ленкорани направленную против Народного фронта Азербайджана массовую демонстрацию, но вынужден бежать в горы. Затем он нашёл поддержку среди командования расквартированной в городе бригады № 704 (сформированной на основе Лачинского батальона). В результате, под давлением военных, городской Совет 15 июня 1993 г. назначил Гумматова главой города.
21 июня 1993 года командование 704-й бригады приняло «Обращение к народу», в котором говорилось, что, учитывая взрывоопасность сложившейся ситуации в результате безвластия в республике и экономической разрухи, бригада принимает на себя обеспечение безопасности населения семи районов Азербайджана — (Астаринского, Ленкоранского, Лерикского, Ярдымлинского, Масаллинского, Джалильабадского, Билясуварского) и объявляет о создании Талышско-Муганской Автономной Республики (ТМАР). А. Гумматов зачитал документ по местному телевидению.
Гумматов, ставший президентом самопровозглашённой автономии, назначил глав администрации во все семь районов компактного проживания талышей и созвал 7 августа Национальный Меджлис (учредительное собрание автономии).
7 августа открылось заседание Милли Меджлиса ТМАР, которое одобрило создание Талыш-Муганской Автономной Республики. На собрании Милли Меджлиса президентом автономной республики был избран А. Гумматов, назначены председатель Милли Меджлиса (Фахраддин Аббасов) и председатель Кабинета Министров (Ракиф Ходжаев), а также принят конституционный закон, учреждены гимн, флаг и другие атрибуты автономной республики.
Аликрам Гумматов выдвинул требования об отставке и. о. президента страны Гейдара Алиева, возвращении в Баку экс-президента Аяза Муталибова, а также на расширении широких полномочий премьер-министра Сурета Гусейнова. Две встречи Гумматова с Гейдаром Алиевым (10 июня и 12 июля) окончились ничем: Гумматов не согласился упразднить автономию, а Алиев — признать её.
23 августа Алиев по телевидению обратился к населению талышских районов с призывом выступить против ТМАР. В тот же день перед зданием горисполкома, где находились органы автономии, собралась толпа, состоявшая в основном из сторонников азербайджанских националистических партий, прежде всего Народного фронта и «Мусавата». Они ворвались в горисполком, но он оказался пуст: Гумматов находился в штабе 704-й бригады. Позже толпа выломала ворота и ворвались на территорию части, был открыт огонь, в результате чего, согласно официальной версии, погибло 3 человека и ещё 5 были ранены.

### Заключение и освобождение
Альакрам Гумматов был арестован 9 декабря 1993 года, но спустя год ему удалось бежать из СИЗО Министерства национальной безопасности при помощи его сотрудников. Гумматова арестовали у него в доме 7 августа 1995 году.
В том же году прошли процессы по делу о ТМАР, был арестован 31 человек, в основном военнослужащими 704-й бригады. Они были приговорены к различным срокам от 9 месяцев до 2 лет. Были осуждены также два брата Гумматова, Нариман и Фарман — за «укрывательство государственного преступника». Жена Альакрама Гумматова долгое время скрывалась от ареста. Двенадцатилетнего сына Гумматова пытали в полиции, прижигая сигаретами руки.
В Ленкорани начались митинги в поддержку Гумматова и его сторонников, проводились пикеты с требованием: освободить Гумматова, талышского поэта Али Насира и всех арестованных в связи с тогдашними событиями; прекратить преследование «Партии равенства народов Азербайджана», которая насчитывала на тот момент уже пять тысяч членов, местное население также требовало приостановить военную мобилизацию в талышских районах.
В феврале 1996 году трибунал приговорил Альакрама Гумматова к смертной казни по обвинению в ряде преступлений. включая государственную измену, но спустя два года приговор был заменён на пожизненное заключение.
Из заключения, Гумматов писал письма в Совет Европы, в которых обвинял азербайджанское руководство:
Никто в Азарбайджане (…) даже не спрашивает: на каких основаниях требование полуторамиллионного талышского народа об автономии в составе Азарбайджана путём мирного, законного волеизъявления должно быть расценено как сепаратизм, попытка расчленения Азарбайджана, а я и мои сторонники объявлены врагами народа?! (…) Сегодня в Азарбайджане ни один талыш не имеет возможность заниматься политической деятельностью, он не имеет права создавать политическую партию и другие политические организации, издавать политическую газету, свободу слова, печати, проведения собраний, демонстраций и митингов!
В 2003 году суд приговорил Гумматова к 15 годам лишения свободы; это вызвало протесты Совета Европы. Большую часть времени Гумматов был заключен в одиночных камерах, с 2001 г. находился исключительно в одиночном заключении. В тюрьме он приобрёл целый ряд болезней, включая туберкулез; у него выпали почти все зубы.
3 сентября 2004 года Гумматов был помилован президентом Ильхамом Алиевым, лишён азербайджанского гражданства и выслан в Голландию, где живёт его семья. Как полагают азербайджанские правозащитники, помилование было совершено во многом под давлением голландского правительства. Проживал в Гааге, являлся главой организации «Талышское национальное движение».
15 июля 2018 года группа молодых активистов вместе с Альакрамом Гумматовым сформировали правительство Талыш-Муганской автономной республики в эмиграции. Правительство направляет письма и заявления в международные организации, государства и мировые правозащитные организации, чтобы отразить позицию талышей в стране. Призывает Азербайджанское правительство положить конец дискриминации талышей, требует, чтобы талышский язык преподавался в школе и чтобы талыши могли зарабатывать себе на жизнь в своей собственной стране, а не быть вынужденными уезжать за границу. Все министры правительства Талыш-Муганской автономной республики живут в изгании, в таких странах, как например Нидерланды.
Альакрам Гумматов умер 22 декабря 2022 года в Нидерландах.

## Дело Гумматова в ЕСПЧ
Находясь в Голландии, Гумматов подал на Азербайджан жалобу в Европейский суд по правам человека. 29 ноября 2007 г. суд приговорил Азербайджан выплатить Гумматову 12 тысяч евро за моральный ущерб и 2090 евро — за понесенные расходы, ввиду нарушения в отношении Гумматова статей Европейской конвенции по правам человека: ст. 3 (защита от бесчеловечного обращения), ст. 13 (неэффективность внутригосударственных средств защиты прав при рассмотрении жалобы) и параграф 1 статьи 6 (право на справедливый суд).